# Belagerung von Oviedo
Gijón –
Oviedo –
Alcázar von Toledo –
Mérida –
Badajoz –
Guipúzcoa –
Mallorca –
Sierra Guadalupe –
Talavera de la Reina –
Madrid –
Straße nach Coruña –
Málaga –
Jarama –
Guadalajara –
Krieg im Norden (Durango, Guernica, Santander) –
Brunete –
Belchite –
Teruel –
Cabo de Palos –
Aragon –
Ebro –
Katalonien
Die Belagerung von Oviedo fand vom 19. Juli 1936 bis 16. Oktober 1936 statt. Die Stadtgarnison unter dem Befehl von Oberst Antonio Aranda Mata erhob sich gegen die Zweite Spanische Republik und hielt der Belagerung der Regierungstruppen bis zum Eintreffen der nationalistischen Truppen stand.

## Der Aufstand

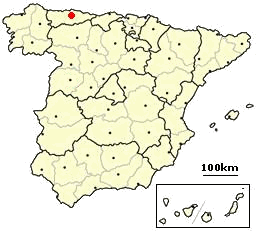
Die Karte zeigt die Lage Oviedos in Spanien.

Die Nationalisten sahen in der asturischen Provinzhauptstadt Oviedo einen Ort, an dem eine Revolte gegen die Republik kaum erfolgreich sein könnte und gaben sie praktisch verloren. Die Stadt war 1934 Zentrum des asturischen Aufstands und galt als Zentrum linker revolutionärer Aktivitäten.
Oberst Antonio Aranda, der als Republikaner galt, verstand sich einvernehmlich mit den örtlichen republikanischen Regierungsvertretern, dagegen misstraute ihm die Falange.
Aranda ließ das Gerücht verbreiten, dass er loyal zur Republik stehe. Das überzeugte die Regierung, am 17. Juni 1936, 4.000 Minenarbeiter aus Oviedo abzuziehen, um sie im aufkommenden Konflikt in anderen Teilen Asturiens und Spaniens einzusetzen.
Aranda ließ alle Truppen der Guardia Civil und der Guardia de Asalto nach Oviedo kommen und rief am 19. Juli die Revolte gegen die gewählte Regierung aus. Die Truppen der Falange, Guardia Civil und Guardia de Asalto schlossen sich Aranda an. Er übernahm die Kontrolle über die Stadt. Der Rest der Provinz stand ihm jedoch feindlich gegenüber.

## Arandas Plan

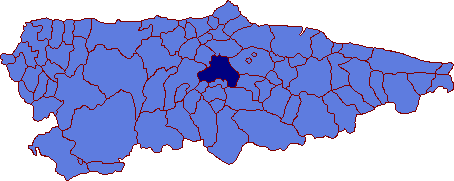
Die Karte zeigt die Provinz Asturien. Oviedo liegt in der dunkelblauen Zone.

Aranda war sich von Beginn an bewusst, dass es zu einer längeren Belagerung kommen würde und hatte sich darauf vorbereitet. Die von allen Seiten von Anhöhen umgebene Stadt war nicht einfach zu verteidigen. Aranda ließ diese Anhöhen besetzen. Die Madrider Regierung hatte nach dem Aufstand 1934 die Garnison von Oviedo verstärkt und eine große Menge von Waffen und Munition in der Stadt gelagert. Aranda verfügte daher über 100 schwere Maschinengewehre und über eine Million Schuss Munition. Der Schwachpunkt des Plans war, dass Aranda nur über ca. 3.000 Verteidiger verfügte. Dadurch war er nicht in der Lage, alle Anhöhen um die Stadt zu besetzen.
Während des relativ ruhigen Monats August baute Aranda seine Position aus, in dem er ständig kleinere Angriffe führte, die die Belagerer verunsicherten.

## Die Belagerung
Die Belagerer bestanden aus Miliztruppen der Frente Popular (Volksfront) und verbündeten Anarchisten. Diese begannen die Belagerung am 20. Juli, waren jedoch gleichzeitig gezwungen die Belagerung der Stadt Gijón in Asturien durchzuführen. Die nationalistischen Truppen hielten Gijón bis zum 21. August 1936, so dass die Verteidiger Oviedos Zeit gewannen. Nach dem Ende der Belagerung von Gijón waren die Truppen der Volksfront in der Lage, sich ganz auf Oviedo zu konzentrieren. Die meisten Angreifer waren Minenarbeiter aus den Minen Asturiens.
Die Gewerkschaftsmitglieder Otero, ein sozialistischer Minenarbeiter und Higinio Carrocera, ein anarchistischer Stahlarbeiter, übernahmen die Führung der Belagerer. Zu Beginn wurde die Wasserversorgung der Stadt unterbunden.
Bis zum 3. September kam es zu wenig Kämpfen. Am 4. September kam die Stadt jedoch unter schweres Artilleriefeuer sowie ein Bombardement von 1.500 Fliegerbomben, so dass die Gas-, Strom- und Telefonversorgung unterbrochen wurden.
Vier Tage später versuchten die Angreifer mit Hilfe einer gepanzerten Dampfwalze, einen Außenposten der Verteidiger einzunehmen. Die Verteidiger setzten auf Sandsäcke gehobene Artilleriegeschütze als Fliegerabwehrgeschütze ein und wehrten in einem 12-stündigen Gefecht den Angriff ab.
Der schwere Artilleriebeschuss tötete viele Zivilisten und viele starben auf Grund des Wassermangels und der dadurch entstehenden sanitären Missstände. Im Laufe des Septembers brach in der Stadt Typhus aus. Der Beschuss hatte jedoch den gegenteiligen Effekt, so dass sich etliche Einwohner den Verteidigern anschlossen.
Am 4. Oktober begann die Volksfront mit einem Generalangriff auf die Stadt. Diese stand unter Erfolgsdruck, da die aus Richtung Galicien vorstoßenden nationalistischen Truppen nur noch 25 Kilometer entfernt standen.
Aranda verlor die Hälfte seiner Truppen und sah sich nach einer Woche gezwungen, die ihm verbliebenen Stellungen auf den Anhöhen aufzugeben und die verbliebenen Truppen in die Stadt zurückzuziehen. Zu dieser Zeit hatten die Verteidiger 90 % ihrer Munition verbraucht und die Kämpfe wurden immer mehr Mann gegen Mann geführt. Es kam zu schweren Häuserkämpfen und als den Verteidiger die Munition auszugehen schien, gelang francistischen Piloten der Abwurf von 30.000 Schuss Munition.
Aranda blieben noch 500 Männer und er zog sich mit diesen ins Stadtzentrum zurück, um einen letzten Kampf zu liefern. Die Milizen der Volksfront hatten bis dahin ca. 5.000 Männer verloren und auch ihnen ging die Munition aus. Das weitere Vordringen in der Stadt gestaltete sich immer schwieriger, da jedes Haus bis aufs letzte verteidigt wurde.

## Ende der Belagerung
Als am 16. Oktober 1936 die Lage für die Verteidiger endgültig aussichtslos erschien, trafen die nationalistischen Truppen aus Galicien ein. Die Milizen der Volksfront sahen sich gezwungen, die Belagerung aufzugeben und sich auf ihre Positionen, die sie zu Beginn der Belagerung hatten zurückzuziehen. Bis zum Ende des Krieges im Norden, ein Jahr später, hielten die Truppen Francos einen schmalen Korridor um die Stadt Oviedo zu versorgen.